# 麦芽

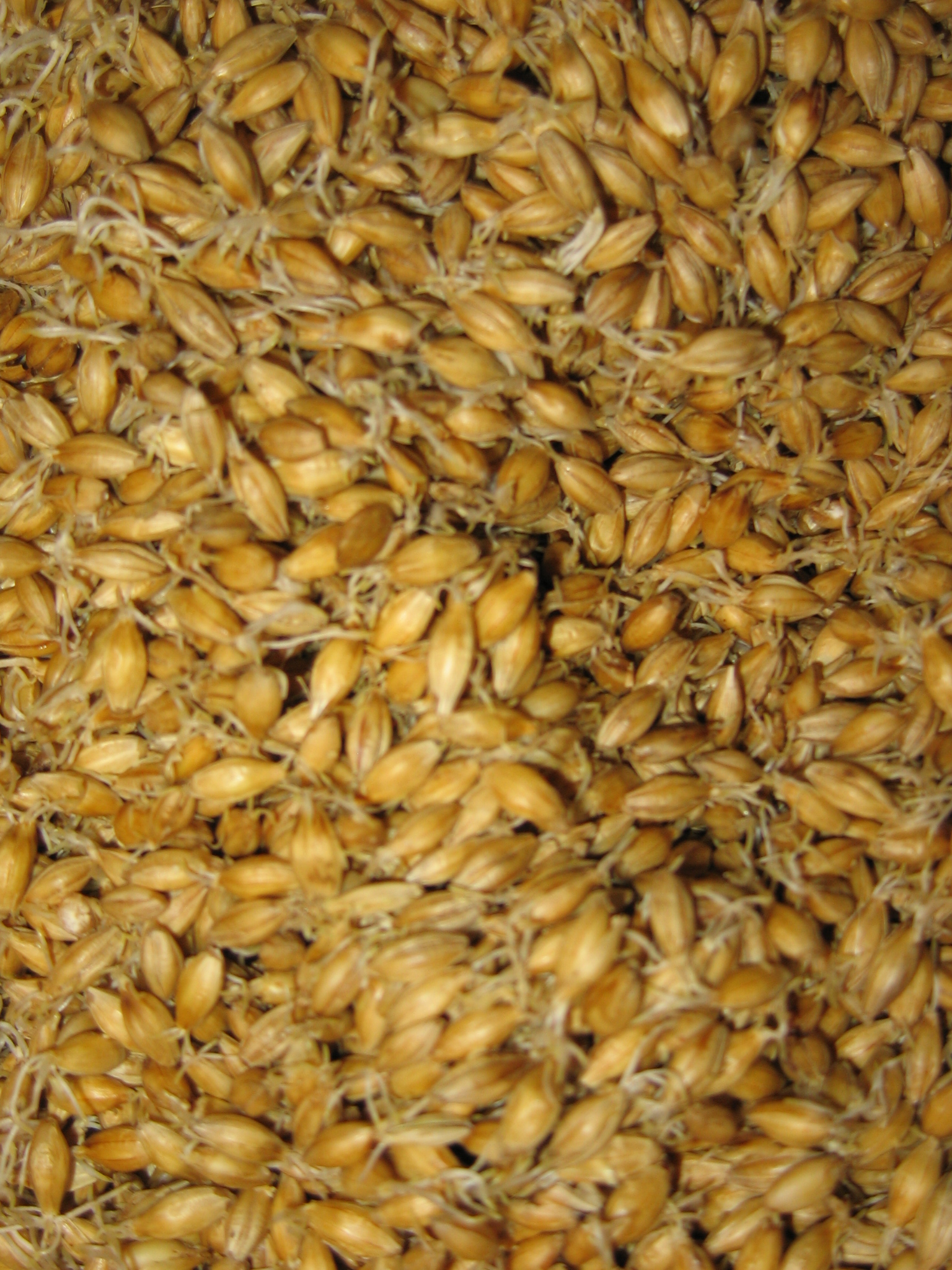
スコッチ・ウィスキーの原料となる麦芽

麦芽（ばくが、英語：malt）とは、麦、特に大麦の種子を発芽させたもので、ビール、ウイスキー、水飴の原料となる。

## 概要
大麦の種子中には不活性の糖化酵素（アミラーゼ）が多量に含まれており、発芽によって酵素が活性化される。これによって、種子中の澱粉質が糖化され麦芽糖が生成される。大麦を発芽させる事で澱粉質の糖化という有用な化学反応が容易に得られることから酒、酢の醸造や水飴の製造に古くから用いられてきた。
本来は、発芽したばかりの種子の内部で糖化酵素が作られて、高い酵素活性を発現するのは、根と芽が出て光合成が可能になるまで、成長に必要なエネルギーを種子中の澱粉質から得る為の生体メカニズムである。このメカニズムは大麦に限らず全ての種子に共通するものであり、米や小麦、トウモロコシなどでも発芽によって同様の現象が起きる。しかし、糖化酵素の量や活性は植物の種類により大きく異なり、米やとうもろこしは比較的酵素の量が少ない。食用に適しかつ安価で入手できる穀物の中では大麦が最も酵素の質、量ともに優れている。

## 歴史
大麦は小麦と比べて栽培環境の許容性が広く、また収量も多いため、古代から重要な穀物であった。しかし、小麦のように製粉するのは難しく、またグルテンを欠くこともあってパンの製造には適さないが、小麦グルテン（英: Wheat gluten）と混ぜて食パンなどに使用される。さらに煮えにくいため、粟、稗のような雑穀や米のように丸のままの粒を精白して炊飯したり粥に炊いて食べるのにも適さない。
このような大麦を主食とするため、古代以来の主要な調理方法は大きく2種類に分かれる。ひとつは挽き割りにして煮えやすくした上で粥に炊くというもので、もうひとつはもやし状に発芽させ、つまり麦芽にした上で乾燥させるというものであった。乾燥させた麦芽は砕けやすく、また発現した酵素活性により消化もよくなることから、まず麦芽粉末でパンを作る調理方法が行われるようになったと推定されている。パンは焼くために燃料を多く消費するので、ある程度の量をまとめて焼いてしばらく食いつなぐことがしばしば行われる。焼いてから時間の経って硬くなったパンは水などの液体に浸してやわらかくして食べることが多いが、麦芽パンを水に浸してから食べ残したものをしばらく放置すると甘くなり、さらに醗酵してアルコール飲料となることが発見され、ビールが造られるようになったのが麦芽の酵素利用の始まりであったと考えられている。こうして麦芽の食品加工における有効性が広く認知されると、より優れた酵素活性を持つ大麦が選抜されるようになり、ビール麦のような麦芽専用の大麦品種が誕生するようになった。
大麦は近年まで世界各地で主要な食料穀物であり続けたが、近代農業によって農業生産力が上昇し、小麦が以前と比べて安価かつ大量に供給されるようになると、より高級視されてきた小麦のパンに穀物消費の主軸が移行した。そのため、今日では大麦の最大の用途は麦芽製造向けとなっている。
なお、上記のように米は発芽させても糖化酵素の量が少なく澱粉糖化の効率が悪い。このため、米を主要な穀物として栽培している日本では、糖化酵素を大量に生成するコウジカビを蒸米に植付けて糖化処理を行う手法が開発され利用されてきた。たとえば、『延喜式』の「造酒司（さけのつかさ）」（巻40）には、米、米麹、小麦萌（こむぎもやし=小麦の麦芽）、酒を原料とする「三種糟（さんしゅそう）」という酒が登場する。

## 製造方法
麦を発芽させ発芽後に乾燥、焙煎する。発芽の目的は澱粉の異性化、酵素の生産など。酵素を造り出す事によって醸造の過程で澱粉を糖に変換することが出来る。乾燥の目的は発芽を止めるためと、貯蔵目的である。焙煎の目的は色、香り、味に影響する。たとえば日本で主流のピルスナータイプのビールには比較的色の淡い麦芽を使う。色の濃い黒ビールやスタウトなどには良く焙煎した色の濃い麦芽を使う。
この乾燥、焙煎する工程を「焙燥（ばいそう）」とも呼ぶ。
貯蔵期間に麦芽の根と芽が空気中の水分を吸収してしまうため、乾燥焙煎の後には芽と根を取り除かなければならない。水分を多く含んだ麦芽はカビ等の原因になる。水分含有量は4%以下が適している。

## 麦芽の種類
ベースモルト
低温で焙燥した麦芽のため糖化酵素が残り、糖化力が強く淡い色をしているのが特徴である。そのため、ビールに色をつける効果は薄い。
二条大麦をはじめとした大麦のほか、小麦やライ麦が使用される。
キルンドモルト
ベースモルトを高い温度で焙燥させ、様々な色と風味を出したもの。また、色の濃淡や風味は焙燥させる温度や時間で異なる。キルンとは焙燥炉 (kiln) のこと。糖化酵素はあまり強くなく、ベースモルトと併用する。
カラメルモルト
高温での焙燥により糖がカラメル化した麦芽で、ビールに色・風味・コクをもたらす。糖化酵素が失活するまで焙燥しているため、糖化目的には使用できない。

## 麦芽を使った料理・食品・飲料・医薬品など

### 料理・食品
麦芽の酵素を利用するほかに、その独特の香りや色をつけたり、味わいを生み出したりする目的がある。
ビール
二条大麦の芽を使用し、ビール酵母でアルコール発酵させて作る。
ウイスキー
大麦、ライ麦、トウモロコシなどの穀物を麦芽の酵素で糖化し、それを発酵させ蒸留して作る。
パン
小麦やライ麦の芽を主に使用し、風味を加える。
水飴（麦芽水あめ）
穀物や芋類などに含まれるデンプンを、麦芽の酵素で糖化させ、煮詰めて粘液状にしたもの。麦芽と米を原料とするものは米飴と呼ばれる。
モルトエキス（麦芽エキス）
麦芽を糖化し、減圧濃縮したもの。製パン、製菓材料として、製品の色、甘味と風味を良くする。
モルトシロップ
モルトエキスをシロップ状にしたもの。

### 飲料
麦芽の粉末に甘味料、コーヒー・ココアなどの香料、乳製品などを加えた飲料がある。著名な製品はネスレ・ミロ、ホーリック、オバルチンなどである。また日本では調整豆乳に麦芽・甘味料・コーヒーなどを加えてコーヒー牛乳風にしたものが複数のメーカーから販売されている。
ビールなどの酒、ビールテイスト飲料、ホッピーなども麦芽を原料にしているが、これらを取り立てて「麦芽飲料」と呼ぶことは普通ない。

### 医薬品など
炒麦芽
麦芽を炒ったもので、漢方薬として使われる。
アミラーゼ（ジアスターゼ）
1833年にフランスの生化学者、アンセルム・ペイアン (Anselme Payen) とジャン・ペルソー (Jean F. Persoz) が大麦の芽から取り出したもの。